# North Okanagan
North Okanagan – dystrykt regionalny w kanadyjskiej prowincji Kolumbia Brytyjska. Siedziba władz znajduje się w Coldstream, chociaż największym miastem dystryktu jest Vernon.
North Okanagan ma 81 237 mieszkańców. Język angielski jest językiem ojczystym dla 89,7%, niemiecki dla 2,9%, francuski dla 1,4% mieszkańców (2011).

## Jednostki niższego szczebla[2]
City
- Armstrong
- Enderby
- Vernon

District municipalities
- Coldstream
  - Lavington
- Spallumcheen

Village
- Lumby

Okręgi wyborcze
- North Okanagan B
- North Okanagan C
- North Okanagan D
- North Okanagan E
- North Okanagan F

Rezerwaty Indian
- Enderby 2
- Harris 3
- Okanagan (part) 1
- Priest's Valley 6